# Вязь
Вязь — тип древнего декоративного кириллического письма, в котором буквы сближаются или соединяются одна с другой и связываются в непрерывный орнамент. Известен с XIII века в южнославянских памятниках, с конца XIV — начала XV века — в восточнославянских и валашских регионах, получила значительное развитие в Русском царстве в XVI веке, в царствование Ивана IV Грозного. В Средние века, а также во времена существования Киевской Руси и Галицко-Волынского княжества, она не использовалась.

## Функции и применение вязи
Вязь имеет двойную суть: графическую и декоративную. Прямой задачей вязи как письма является рациональное размещение текста в предназначенном для него пространстве с применением различных способов компактного расположения букв. Вязь же как средство художественного оформления текста должна быть оформлена в едином художественном стиле произведения.
Различают вязь простую, сложную и узорную. Обычными приёмами при работе вязью являются:
- Лигатура: соединение двух или нескольких букв, имеющих общую (слившуюся) часть;
- Уменьшение отдельных букв и распределение их в промежутках между увеличенными буквами;
- Подчинение: написание малой буквы под какой-либо частью или между штрихами большой;
- Соподчинение: написание двух или нескольких уменьшенных, одна под другой;
- Сокращение частей букв в целях сближения их друг с другом.

Приёмы эти в значительной части были известны в Византии и у южнославянских народов, но особенно широкое применение они нашли в русской письменности. Вязью пользовались в целях сокращения письма при недостатке места (запись 1512 по кайме шитой пелены Рязанского музея), ею писались изредка даже целые рукописи (напр. Кодекс Чудовского собрания. № 13).
Однако кроме целей делового характера вязь употреблялась — особенно у русских — и для эстетических целей. Элементы вязи сочетаются с чисто орнаментальными мотивами в стиле арабесок. Пустоты в строке вязи обычно заполняются украшениями. Из них различают следующие: ветка, стрелка, глазок, завиток, крестик, листик, лучи, усики, хоботок, шип. В этом, нередко трудночитаемом, связном письме смысловая сторона отступает на второй план.
Как орнамент вязь развивается с соблюдением геометрического или природного принципов в конструировании букв - определение их высоты, ширины, толщины начертаний, гибкости линий, а также использование для упоминавшихся декоративных усложнений ломаных петель и в замене косых линий вертикальными. Украшением текста могут служить узелки, усики и тому подобное.
Доминирование и отсутствие баланса между орнаментальным и графическим принципами может привести к уменьшению как коммуникативного, так и декоративного значения надписи.
Использование вязи характерно для надписей на произведениях средневековой сакральной живописи, а также для произведений книжной письменности. Как средство художественного оформления книжного текста сильно разнится и может соответствовать различным художественным вкусам людей, проживающих на отдельных территориях под влиянием различных культурно-исторических факторов.
Для произведений живописи, написанные вязью строки текста или отдельные буквы и буквосочетания, являются центральными художественными элементами.
Вязь на произведениях живописи почти не знала дополнительных украшений - веточек, листочков, усиков бабочек и тому подобных, но даже в условиях, когда количество и разнообразие надписей на таких произведениях постепенно увеличивались, графически обогащались строки и другие способы использования вязи (инициалы, отдельные гибкие буквы), она всё также представляла собой композиционную целостность.

## История
Орнаментальная вязь сложилась в Византии ещё в середине XI века, изначально представляя собой легкочитаемое письмо, хоть и довольно широкое, но с несложными техническими приёмами, сильно напоминавшее обычную византийскую письменность, которая в итоге так и не снискала распространения, достигнув вершины своего развития в XII веке, а затем, постепенно падая, исчерпала себя в XV веке, но уже с первой половины XIII века легла в основу вязи южных славян.
На славянской почве вязь смогла развиваться лучше, учитывая большое количество в письме славян крупных мачтовых букв, характеризовавшихся одной общей «мачтой» (столбом, стволом, вертикальной линией), лежащей в основе написания буквы, что в три раза больше, чем в греческом, следовательно, и более широкие возможности применять различные комбинации стилистических лигатур. Перенятая у греков в XIII веке вязь южных славян уже в XIV веке становится богаче византийской. Во времена южно-славянского влияния на русскую письменность творчески сформировались устоявшиеся стили этого художественного письма  — натуральный и геометрический. Первый характеризовался наличием букв, дополненных растительными и животными декоративными элементами, второй строго сохранял геометрические формы кириллического письма. Комбинация букв осуществлялась по-разному: путем слияния одинаковых частей соседних букв, подчинения одной буквы другой с помощью уменьшения размера и написания внутри большой буквы, не пересекая её элементов, а также сокращая обе буквы и записывая их одну под другой.
С удачного сочетания двух стилей и образовался, как считается, средний южнославянский тип вязи, который также, как и византийский, не был труден для чтения и не представлял большой сложности композиции, составляющих её частей, но с потерей государственности Сербией во время турецкого завоевания и Болгарии после битвы при Никополе прекратилось также и дальнейшее творческое развитие вязи на Балканах. Тогда на оккупированных турками славянских землях погибло значительное количество памятников литературы и эпиграфии порабощенных народов.
Существует также мнение, что в XV веке сформировался румынский тип вязи. Эта краткая информация заключает в основном взгляды палеографов на историческую судьбу вязи. Как предусматривал российский славист, лингвист, палеограф и историк древнерусского искусства Вячеслав Щепкин, некоторые палеографические определения пришлось пересмотреть в связи с углубленным исследованием произведений кириллического письма и изучением памятников, созданных на разных этнических территориях, также он дал краткую характеристику вязи румынского типа: «С XV века появляется румынская вязь. Она основана на южнославянской и представляет различные манеры натурального стиля; особенно распространена манера сочетания высоких букв с уменьшенными верхами и низами, которые достаточно редко стоят на строке».
Украшение орнаментальными элементами служило для заполнения пустот, характерных для кириллической письменности. Для письма чаще всего использовалась краска выделяющегося цвета, обычно красная, получаемая из киновари, которая применялась как незаменимый ярко-алый минеральный пигмент уже в Древнем Египте и ранней Византии, откуда и перекочевала к славянским народам.
В Великом княжестве Литовском вязь начала получать распространение в XV-XVII веках, где ей украшали оглавления и названия книг, использовавшихся в основном в религиозной сфере, редко в официальной и светской письменности (Статут Великого княжества Литовского 1566 года), также печатная вязь известна в некоторых изданиях  Франциска Скорины и Симона Будного, датированных XVI-XVII веками. (Статут Великого княжества Литовского 1588 года). Элементы растительного и животного орнамента, абсолютно преобладавшие в литовской вязи, на Руси практически не использовались, будучи полностью вытеснены геометрическими элементами.
На Руси вязь появилась в конце XIV века. К концу XV века вязь стала любимым каллиграфическим приёмом в оформлении русской рукописной книги. Распространителями искусства вязи в это время сделались Псков и Новгород, а в центре Руси — Троице-Сергиев монастырь. Лучшие образцы вязи были созданы в середине XVI века в Москве при Иване IV в каллиграфической мастерской, которой руководил митрополит Макарий, а также в Новгороде. Славятся своей печатной вязью книги, выпущенные русским первопечатником Иваном Фёдоровым.
В течение XV—XVI веков орнаментальная вязь быстро эволюционировала в русском обществе. Строчные буквы вязи вытянулись так, что высота букв стала превосходить их ширину в 10 раз. В XVII веке московским писцам были известны сотни различных комбинаций буквенных начертаний, но с конца этого столетия дальнейшие изменения в области вязи происходили лишь в старообрядческой среде, особенно в школах поморского письма, которое заметно эволюционировало даже в XIX веке.
Орнаментальная вязь имела широкое применение на предметах, тесно связанных с бытом и общественной жизнью Руси: ею нередко писались заглавия статей и отдельных частей в книгах, она обычна в надгробных надписях, на предметах религиозного культа, встречается на домашней металлической и деревянной посуде, мебели и пр. Эволюция вязи зависела от развития и характера техники работы на разных материалах: своеобразные отличия имеет вязь, писанная в книгах, резанная на камне или кости, шитая на тканях, писанная на дереве. В связи с этим в разных культурных центрах мы находим значительные отличия в этом письме. Широкое развитие производственной техники в Москве XVI—XVII веках объясняет нам в большой степени чрезвычайную сложность московской орнаментальной вязи в XVII веке.

## Примеры вязи
- Знамя Ермака
- Знамя Дмитрия Пожарского
- Монокондил
- Экслибрис игумена Досифея

- Вязь на рогатине тверского великого князя Бориса Александровича
- Древнерусское лицевое шитьё, Иона Московский
- «Апостол», напечатанный в 1563/1564 гг. Иваном Фёдоровым
- Надгробие 1666 года: Спасо-Преображенский монастырь, г. Ярославль
- Статут Великого княжества Литовского. тип. Мамоничей.
- Эскиз плаката XIX века — завет царя Алексея Михайловича охотникам